# Braço do Trombudo
Braço do Trombudo là một đô thị thuộc bang Santa Catarina, Brasil. Đô thị này có diện tích 90 km², dân số năm 2007 là 3288 người, mật độ 36,5 người/km².